# The Complete Works
«The Complete Works» (укр. «Повне зібрання творів») — бокс-сет, виданий британським рок-гуртом «Queen» 1985 року. Він містив всі оригінальні студійні альбоми гурту, концертні альбоми і не альбомні треки на час виходу. Бокс-сет був доступний у вініловому та касетному форматах.

## Історія
Після концерту «Live Aid» 1985 року «Queen» опинилися у своєму творчому періоді. Витративши всього 20 хвилин на сцені перед всім світом, деякі свідки виступу відчували, що «Queen» «вкрали» концерт. Після цього несподіваного повороту Фредді Мерк'юрі закликав інших учасників гурту піти в студію і записати пісню разом. До цього моменту майже всі члени гурту писали пісні окремо (крім епізодичних випадків, коли авторство однієї пісні було зараховано двом музикантам), крім кількох пісень: «Stone Cold Crazy», «Under Pressure» (з Девідом Бові) і «Soul Brother». Результатом цієї захопленої сесії стала пісня «One Vision», а ремікс до неї, який вийшов на Б-стороні, «Blurred Vision» вийшов як сингл в усьому світі.
2 грудня «EMI Records» випустили те, що на той час вважалося остаточним бокс-сетом «Queen»: до нього увійшли всі 11 оригінальних студійних альбомів «Queen», їх концертний альбом «Live Killers» і додатковий диск під назвою «Complete Vision», який містив всі не альбомні пісні, які увійшли до A-сторони та Б-сторони різних синглів. Гурт підписав до випуску тільки 600 примірників цього бокс-сету (як вказано на обкладинці «Complete Vision»), який тепер став предметом колекціонування. Бокс-сет складався з 14-ти LP. Крім того, у бокс-сеті були дві книги, перша з обкладинками всіх альбомів, текстами пісень і фотографіями; а інша містила кольорову карту світу, яка демонструвала, де «Queen» виступали та потрапили до чартів, маршрут світового туру гурту на той час, вказувався перелік устаткування яке гурт возив з собою. Кожен альбом був ремастований до цифрового формату і перевиданий, платівки були вставлені в білі обкладинки, верх яких був підписаний рельєфними римськими цифрами золотистого кольору.
До комплекту не потрапила збірка гурту «Greatest Hits» 1981 року, а також версії і редакції треків, використані для синглових релізів в усьому світі. «Queen» випустили чотири студійні альбоми після «The Complete Works»; «A Kind of Magic» (1986), «The Miracle» (1989), «Innuendo» (1991) і «Made in Heaven» (1995).

## Список альбомів
1. Queen (1973) — 38:39
2. Queen II (1974) — 40:39
3. Sheer Heart Attack (1974) — 38:49
4. A Night at the Opera (1975) — 43:00
5. A Day at the Races (1976) — 44:11
6. News of the World (1977) — 39:11
7. Jazz (1978) — 44:35
8. Live Killers Vol. 1 (1979) — 47:03
9. Live Killers Vol. 2 — 43:02
10. The Game (1980) — 35:33
11. Flash Gordon (1980) — 35:03
12. Hot Space (1982) — 43:30
13. The Works (1984) — 37:09
14. Complete Vision (додатковий LP) — 28:37

## Complete Vision
«Complete Vision» — це бонусне LP, яке вийшло з бокс-сетом «The Complete Works» у 1985 році, яка містила неальбомні на той час пісні, які потрапили на A-сторони і Б-сторони різних синглів. Існують дві версії «Complete Vision», на платівках у 33 об/хв і 45 об/хв.

### Трек-листComplete Vision
1. «See What a Fool I've Been» — 4:33
2. «A Human Body» — 3:44
3. «Soul Brother» — 3:35
4. «I Go Crazy» — 3:44
5. «Thank God It's Christmas» — 4:17
6. «One Vision» (синглова версія) — 4:02
7. «Blurred Vision» — 4:42